# Pullea
Genre
Pullea est un genre de plantes de la famille des Cunoniaceae.

## Écologie
Les espèces poussent naturellement en Nouvelle-Guinée, aux Fidji et dans les forêts pluviales tropicales du Queensland en Australie.
Parmi les espèces, on compte[réf. souhaitée] : 
- Pullea glabra Schltr.
- Pullea mollis Schltr.
- Pullea perryana A.C.Sm. – (endémique aux Fidji)
- Pullea stutzeri (F.Muell.) Gibbs – (endémique dans les forêts pluviales tropicales du Queensland)
- Pullea clemensiae L.M. Perry
- Pullea decipiens L.M. Perry
- Pullea versteeghii L.M. Perry

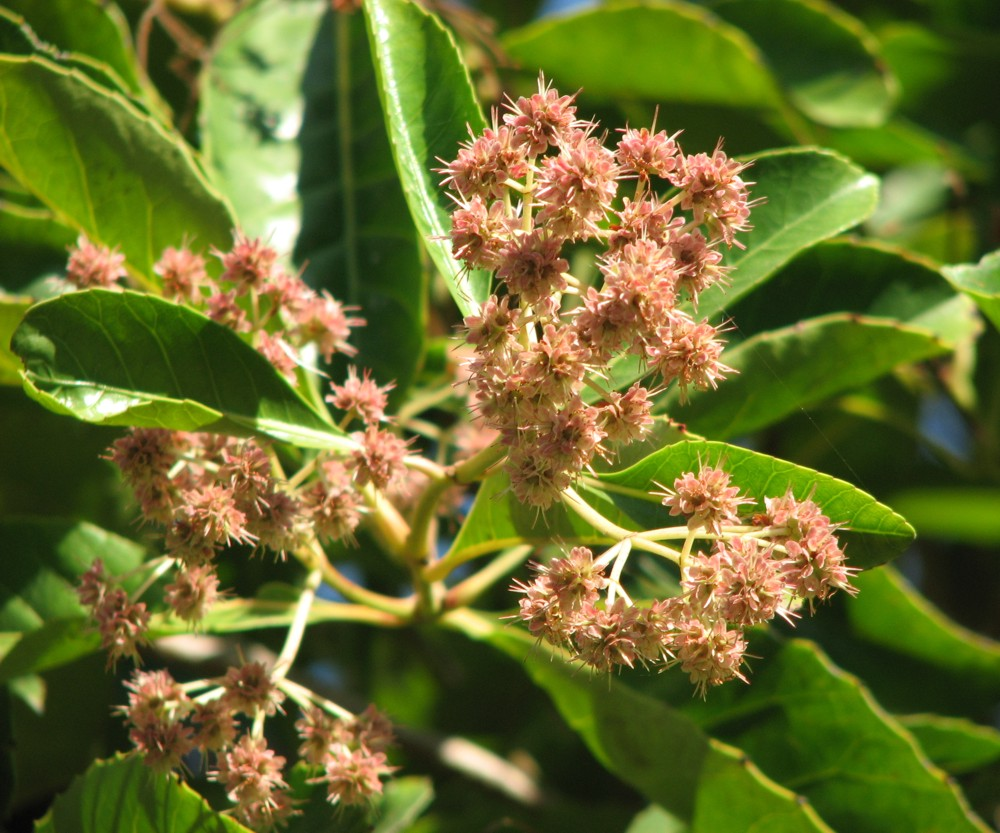
Pullea stutzeri (en)
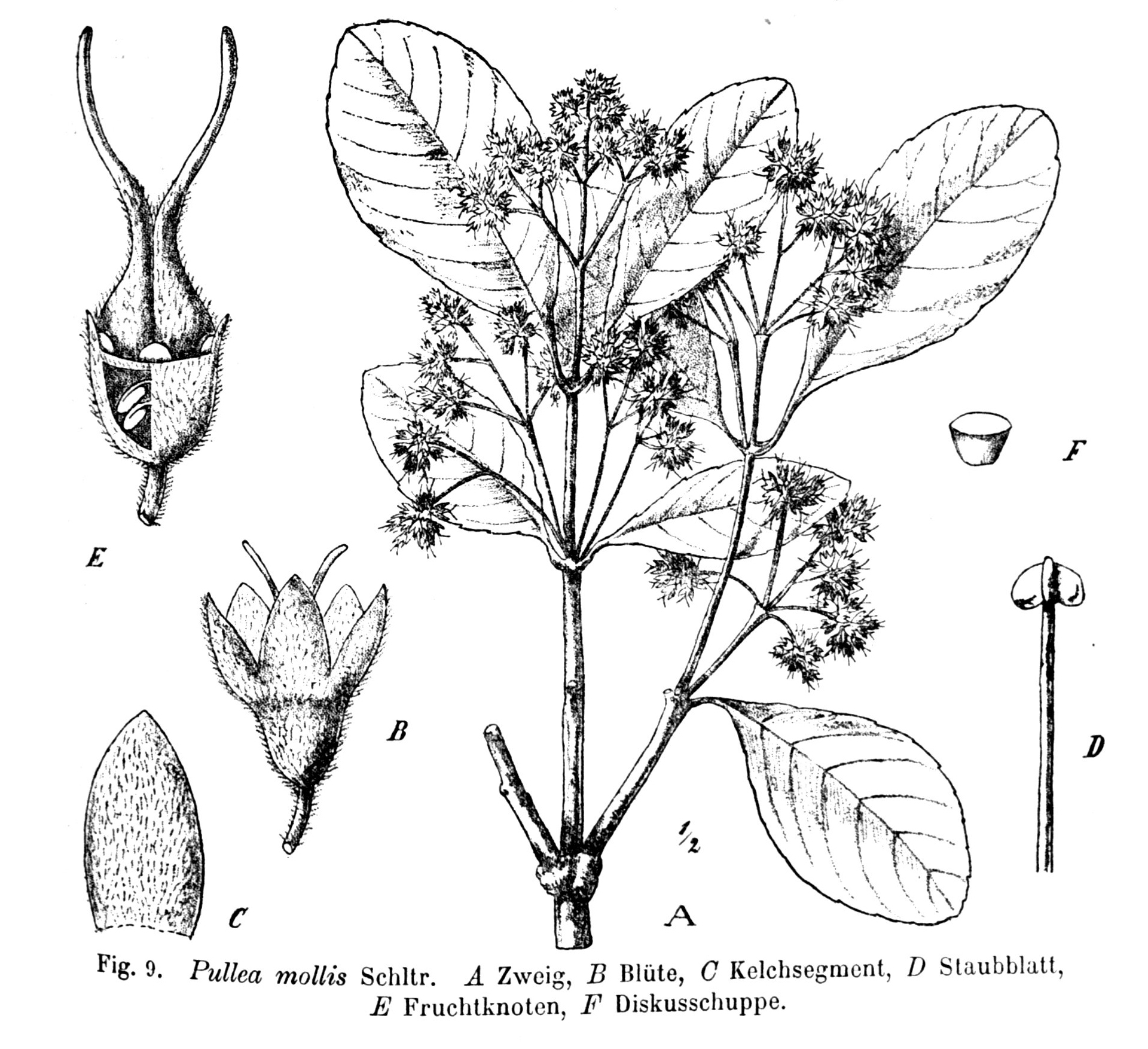
Pullea mollis

## Liste d'espèces
Selon Catalogue of Life (1 août 2018) :
- Pullea glabra Schlechter
- Pullea mollis Schlechter
- Pullea stutzeri (F. Müll.) L. S. Gibbs

Selon Tropicos (1 août 2018) (Attention liste brute contenant possiblement des synonymes) :
- Pullea clemensiae L.M. Perry
- Pullea decipiens L.M. Perry
- Pullea glabra Schltr.
- Pullea mollis Schltr.
- Pullea perryana A.C. Sm.
- Pullea stutzeri Gibbs
- Pullea versteeghii L.M. Perry